# Busunfall von Puisseguin
Der Busunfall von Puisseguin ereignete sich am 23. Oktober 2015 gegen 7:30 Uhr in der südwestfranzösischen Gemeinde Puisseguin im Département Gironde. Dabei starben bei der Kollision eines Reisebusses mit einem Sattelzug 43 Menschen, acht Businsassen überlebten. Es war der schwerste Busunfall in Frankreich seit dem Unglück von Beaune 1982, das 53 Todesopfer gefordert hatte.

## Unfallhergang
Der Unfall ereignete sich am frühen Morgen des 23. Oktober 2015 auf der Route départementale 17. An der Unfallstelle war die Geschwindigkeit auf den damals für Landstraßen in Frankreich üblichen allgemeinen Wert von 90 km/h begrenzt. Der in südlicher Richtung fahrende Reisebus kollidierte frontal mit dem querstehenden Sattelzug, einem Holztransporter, dessen Fahrer die Kontrolle über das Fahrzeug verloren hatte. Beide Fahrzeuge fingen Feuer und brannten völlig aus. Die Mehrheit der Businsassen konnte sich nicht aus dem Fahrzeug befreien, obwohl der Busfahrer noch kurz vor dem Zusammenprall die Türen geöffnet hatte. Zwei Autofahrer, die hinter dem Bus gefahren waren, versuchten noch, die Fensterscheiben einzuschlagen, um den Insassen das Entkommen zu ermöglichen.

## Opfer
Bei den Opfern handelte es sich um 41 Businsassen und den Fahrer des Holztransporters sowie seinen dreijährigen Sohn. Die meisten Todesopfer unter den Busfahrgästen waren Rentner aus der nahe gelegenen Gemeinde Petit-Palais-et-Cornemps, die auf einem Ausflug in Richtung Pyrenäen waren. Unter ihnen befand sich auch der ehemalige Bürgermeister der Gemeinde, Michel Rogerie.

## Ermittlungen und Untersuchungsbericht
Ein überlebender Passagier beschrieb die schnelle Ausbreitung des Feuers als „wie ein Blitz“. Der Staatsanwalt von Libourne sagte in einer Pressekonferenz drei Tage nach dem Unglück, eine Metallstange habe durch die Wucht des Aufpralls einen unter Druck stehenden Dieselzusatztank (siehe Common-Rail-Einspritzung) des Holztransporters durchbohrt. Das austretende Aerosol habe sich dann entzündet.
Ein Untersuchungsbericht von 2016 kam zu dem Ergebnis, dass der Fahrer des Sattelzugs mit 75 km/h zwar die allgemeine Geschwindigkeitsbegrenzung eingehalten habe, die Geschwindigkeit aber bei der Einfahrt in die Kurve, nahe der der Unfall sich ereignete, dennoch unangepasst hoch gewesen sei. Dies habe den Fahrer zu einem abrupten Lenkmanöver nach rechts gezwungen. Zudem sei das Bremssystem des Sattelaufliegers mangelhaft gewesen, so dass dieser die Zugmaschine geschoben habe, was den Kontrollverlust begünstigt habe, ebenso wie der schlechte Zustand des Straßenbelags, der an dieser Stelle stark abgenutzt gewesen sei.
Am 8. August 2017 veröffentlichte die Zeitung Le Parisien die wesentlichen Ergebnisse eines Berichts der Untersuchungsbehörde Bureau d’Enquêtes sur les Accidents de Transport Terrestre (BEA-TT) sowie die Empfehlungen, die die Behörde in diesem Bericht aussprach.
Danach spielte der Kraftstoffzusatztank des Lastzuges eine wesentliche Rolle. Weder der Tank selbst noch seine Installation hinter dem Fahrerhaus seien amtlich abgenommen worden. Bei der Kollision der beiden Fahrzeuge seien sowohl der Zusatztank des Holztransporters als auch der vordere linke Kraftstoffbehälter des Reisebusses zusammengedrückt und aufgerissen worden. Die Wärmequelle, die zur Entzündung der mehreren hundert Liter des so freigesetzten Dieselöls führte, konnte von den Ermittlern nicht genau identifiziert werden, wahrscheinlich sei jedoch das Schleifen metallischer oder elektrischer Komponenten gegeneinander oder auf der Fahrbahn als Ursache.
Der so entstandene Brand breitete sich dem Untersuchungsbericht zufolge durch den großen Energieinhalt und die Menge des entzündeten Kraftstoffs schnell auf den Reisebus aus und führte in dessen Innern zum Schmelzen und Entflammen der Inneneinrichtung.
Das BEA-TT monierte in dem Bericht das weitgehende Fehlen von Vorschriften zum Brandverhalten der Materialien der Inneneinrichtung von Reisebussen, die weit hinter jenen für Flugzeuge, Schiffe oder Züge zurückblieben. Insbesondere gebe es für Busse keinerlei Regelungen, die die Giftigkeit des bei einem Brand entstehenden Rauchs begrenzen.
Das BEA-TT sprach als Synthese aus seinen Ermittlungen fünf allgemeine Empfehlungen aus:
1. Die Vorschriften bezüglich der Materialien der Inneneinrichtung von Reisebussen sollten erweitert und genauer gefasst werden, insbesondere um die Toxizität der bei Bränden freigesetzten Gase zu begrenzen.
2. Reisebusse sollten mit einem Notausgang am Heck ausgestattet sein oder zumindest über breitere Türen.
3. Reisebusse sollten über Rauchabzugsvorrichtungen und/oder über eine Notbeleuchtung nach dem Vorbild von Verkehrsflugzeugen verfügen.
4. Die Installation zusätzlicher Kraftstofftanks an Lastkraftwagen sollte in jedem Fall eine amtliche technische Untersuchung nach sich ziehen.

Des Weiteren richtete das BEA-TT eine Empfehlung an Busunternehmen, ihre Passagiere besser über die Prozeduren der Evakuierung der Fahrzeuge im Notfall zu informieren. Dem Rat des Départements Gironde wurde empfohlen, die zulässige Höchstgeschwindigkeit in der Unfallkurve von 90 auf 50 km/h zu verringern.

## Reaktionen, Folgen und juristische Aufarbeitung
Als Reaktion auf den Unfall rief Frankreichs Premierminister Manuel Valls Nationaltrauer aus. Im Oktober 2017 empfing die französische Verkehrsministerin Élisabeth Borne Vertreter der Unfallopfer und versprach, die Sicherheitsvorschriften für Autobusse zu verschärfen; eine Anwältin der Opfer beklagte zwei Jahre später, es seien dieser Ankündigung keine Taten gefolgt. Das Strafermittlungsverfahren war zu diesem Zeitpunkt noch nicht abgeschlossen; im Februar 2019 hatte der Untersuchungsrichter aus Libourne angekündigt, es werde noch ein bis eineinhalb Jahre dauern.
Mitte Oktober 2021, sechs Jahre nach dem Unglück, entschied der Untersuchungsrichter, das Verfahren ohne Prozess einzustellen, weil er zu der Auffassung gelangt war, dass allein die überhöhte Geschwindigkeit des Lastzugs Ursache für den Unfall gewesen sei. Für diese sei wiederum allein der Fahrer verantwortlich, der jedoch ums Leben gekommen sei und sich nicht mehr verantworten könne. Sowohl die Staatsanwaltschaft als auch die Vertreter der Angehörigen der Opfer kündigten an, Berufung gegen die Entscheidung einzulegen. Der Anwalt der Opfer räumte ein, die Geschwindigkeitsübertretung sei die Hauptursache; jedoch hätten auch Defekte am Lkw und der nicht regelkonforme Zusatztank eine entscheidende Rolle gespielt. Ein Vertreter des Opferkollektivs beklagte zudem aus Anlass des Richterentscheids, dass die Katastrophe nach wie vor nicht zu Änderungen der Bestimmungen geführt habe.
Im November 2022 beantragte die Staatsanwaltschaft die Wiedereröffnung des Verfahrens. Daraufhin entschied im März 2023 das Berufungsgericht Bordeaux, das Verfahren müsse wieder aufgenommen werden. Im November 2023 wurden Ermittlungsverfahren gegen vier Beschuldigte eröffnet. Zwei davon waren Unternehmen (in Frankreich können sich nicht nur natürliche Personen strafbar machen), und zwar das Transportunternehmen, das den Holztransporter gemietet hatte, und dasjenige, das ihn vermietet hatte. Bei den zwei weiteren Beschuldigten handelte es sich um Vertreter der beiden Unternehmen. Am 17. April 2025 beantragte die Staatsanwaltschaft einen Prozess gegen den einen der Transportunternehmer (dessen Sohn und Enkel als Insassen des Sattelschleppers ums Leben gekommen waren) und gegen den Inhaber der Kfz-Werkstatt, die den Zusatztank installiert hatte, sowie gegen die beiden Unternehmen.